# GSAT-17
GSAT-17 ist ein kommerzieller Kommunikationssatellit der indischen Raumfahrtbehörde ISRO.
Er wurde am 28. Juni 2017 um 21:15 UTC mit einer Ariane-5-ECA-Trägerrakete vom Raketenstartplatz Centre Spatial Guyanais (zusammen mit Hellas Sat 3) in eine geostationäre Umlaufbahn gebracht.
Der dreiachsenstabilisierte Satellit ist mit 24 C-Band- und 12 oberen erweiterten C-Band-, 2 im unteren erweiterten C-Band-Transpondern sowie mit zwei MSS- (Mobile Satellite Services im S-Band) sowie zwei DRT- und SAS&R-Transpondern (Data Relay und Search & Rescue Services im UHF-Band) ausgerüstet und soll von der Position 93,5° Ost aus Indien, den Mittleren Osten und Gebiete in Südasien und dem Indischen Ozean mit Telekommunikationsdienstleistungen versorgen. Er wurde auf Basis des Satellitenbusses I-3K der ISRO gebaut und besitzt eine geplante Lebensdauer von 15 Jahren. Die Genehmigung für den Bau von GSAT-17 und GSAT-18 hatte das Indische Kabinett am 6. Mai 2015 erteilt.